# Liolaemus pagaburoi
Liolaemus pagaburoi — вид ігуаноподібних ящірок родини Liolaemidae. Ендемік Аргентини.

## Поширення і екологія
Liolaemus pagaburoi мешкають в Андах на північному заході Аргентини, в провінціях Тукуман і Катамарка. Вони живуть на високогірних луках пуни і пре-пуни. Зустрічаються на висоті від 3000 до 4700 м над рівнем моря. Живляться комахами, є живородними.